# Уилям Хенри Харисън
Вижте пояснителната страница за други личности с името Харисън.
Уилям Хенри Харисън (9 февруари 1773 – 4 април 1841) е деветият (4 март 1841 – 4 април 1841) президент на САЩ, политик и военен лидер.
Той е бил губернатор на Индианските територии, по-късно е конгресмен и сенатор от Охайо. Харисън спечелва национална популярност като военен герой, побеждавайки американските индианци в битката при Типекано (Tippecanoe) от 1811 година. Като генерал в последвалата война от 1812 година, неговият най-значим принос е победата в битката при Таймс.
Когато встъпва в длъжност през 1841 година, той е на 67 години и е най-възрастният избиран президент – рекорд, който е подобрен 140 години по-късно от Роналд Рейгън през 1980 година. Харисън умира точно един месец след започването на мандата му – това е най-краткият период на президентстване. Той е и първият президент, който умира в Белия дом.

## Младост и военна кариера
Харисън е роден в известна фамилия на политически деятели в плантацията Бъркли, във Вирджиния. Той е третият син на Бенджамин Харисън V и Елизабет Басет. Баща му е плантатор, който участва като делегат в Конституционния конгрес (1774 – 1777), подписва Декларацията за независимостта (1776) и е губернатор на Вирджиния (1781 – 1784). Братът на Уилям Хенри Харисън – Карл Басет Харисън, по-късно става член на Камарата на представителите от името на Вирджиния.
Харисън за кратко посещава няколко колежа, като мечтата му е да стане доктор. Смъртта на баща му в 1791 година го оставя без финансови средства за бъдещето обучение и така на 18 години постъпва в редовете на армията. Изпратен е в Северозападната територия, където и прекарва голяма част от живота си. Харисън служи като помощник на генерал „Лудия Антъни“ Уейн, от когото научава изкуството за умело командване на армия в граничните територии. Той участва в решаващата победа на Уейн при Фолен Тимбърс в 1794 година, която слага края на Северозападната Индианска война. Лейтенант Харисън е един от тези, които подписват Договора от Грийвил в 1795 година, който дава и основата за заселването на голяма част от днешен Охайо от белите американци.
Харисън напуска армията през 1789 година и става секретар на Северозападните територии, като изпълнява длъжността на губернатор по време на отсъствието на Артур Клер. През 1799 година, Харисън е избран за делегат, представляващ Северозападните територии в шестия Конгрес на САЩ, като това е за период от 4 март 1799 година до 14 май 1800 година. Като конгресмен, той става известен със Закона за земята на Харисън, който прави по-лесно закупуването на земя за заселване в Северозападните територии. Подава оставка от Конгреса, за да стане губернатор на новосъздадената територия Индиана, като остава на този пост за 12 години, до 1813 година.
Основно задължение като губернатор е да придобива собственост върху земя от коренните индианци, като по този начин да се дава възможност за ускоряване на заселването. Харисън сключва множество договори, като купува почти цяла днешна Индиана. Напрежението по границите се засилва значително след 1809 година и подписването на Договора от Форт Уейн, в който Харисън осигурява закупуването на 2 500 000 милиона акра индианска земя (10 000 кв. километра). Индианските действия на съпротива срещу експанзията на САЩ се концентрират около шонските (Shawnee) водачи, братя Текумсе и Тенскватава, наречен още „Пророка“. Текумсе се обръща към Харисън с искане за анулиране на Договора от Форт Уейн и предупреждава да няма навлизане на бели заселници в тази земя, като едновременно с това продължава да укрепва Индианската конфедерация. В 1811 година Харисън получава права да предприеме действия срещу Конфедерацията и след неочаквана атака спечелва бляскава победа при Профетаун (Типекано). По време на Войната от 1812 година Харисън командва армията на Северозапада, като печели победи в Индиана и Охайо, а след това навлиза и в Канада и побеждава британските и индиански сили в Битката при Таймс, при която загива Текумсе.

## Следвоенна политическа кариера
След войната той е избиран за различни политически длъжности, включително и в Камарата на представителите от името на Охайо, като служи от 8 октомври 1816 до 3 март 1819 година. Победен е в изборите за губернатор на Охайо в 1820 година, но служи в щатския сенат на Охайо от 1819 до 1821 година. В 1824 година е избран в Сената на САЩ, където служи до 20 май 1828 година, когато подава оставка, за да бъде назначен за пълномощен министър в Колумбия (1828 – 1829).
Харисън е севернякът кандидат на партията на вигите за президентския пост през 1836 година, но губи от Мартин Ван Бурен, Той отново е кандидат през 1840 година и печели изключително изненадващо на изборите, преди всичко поради проявеното геройство по време на военната му служба, а допълнително за изборната му победа допринася фактът, че през този период икономиката изпитва значителни трудности. Вицепрезидент е Джон Тейлър, като кампанията се отличава със силна експлоатация и преувеличаване на военните заслуги на Харисън и връзката му с обикновените хора.

## Кратко президентство
С пристигането на Харисън във Вашингтон, той се фокусира върху задачата да докаже, че все още си остава онзи военен герой, спечелил битката при Типекано, така както се е представял по време на кампанията. Полага клетва на 4 март 1841 година – изключително студен и ветровит ден. Като пренебрегва това, той се явява без палто и изнася най-дългата в американската история реч по встъпване в президентство – почти два часа (неговият приятел от партията на вигите Даниел Уебстър я редактира, за да намали дължината). Като последица от това той получава настинка, която се развива в пневмония и жълтеница, а всичко това довежда до мащабно отравяне на кръвта. Така той става първият американски президент, умрял по време на мандат. Последните му думи са „Сър, искам да разберете истинските принципи на държавно управление. Искам да ги схванете. Нищо повече.“ Харисън има най-краткият президентски мандат от всички досегашни президенти на САЩ – 32 дни, 12 часа и 30 минути. Джон Тейлър го замества кратко след това, Според някои легенди, възникнали по-късно, причината за смъртта на Харисън е проклятието на индианския вожд Текумсе, което той му отправя на смъртното си ложе.
Синът на Харисън – Джон Скот Харисън, също е избран за Камарата на представителите от Охайо и служи там от 1853 до 1857 година. Внукът на Харисън – Бенджамин Харисън става 23-тият президент на САЩ в 1889 година, като това е единствената двойка президенти с връзка дядо – внук. В 1889 година президентът Харисън (внук) изнася своята реч за встъпване в длъжност по време на дъжд. Като се съобразява с грешката на своя дядо, той моли отиващия си президент Грувър Кливланд да му държи чадър и изнася втората по дължина реч за встъпване в длъжност, след тази на дядо си.